# Herb Szlezwika-Holsztynu

Herb Szlezwika-Holsztynu

Herb Szlezwika-Holsztynu jest połączeniem herbów Szlezwika i Holsztynu. Prawe (heraldycznie) pole przedstawia dwa błękitne lwy, a lewe liść pokrzywy. 
Herb przyjęty został w 1949 roku na wzór herbu obowiązującego w latach 1848-1851 i 1891-1928.